# 西船 (船橋市)
西船（にしふな）は、千葉県船橋市の町名。現行行政地名は西船一丁目から西船七丁目。住居表示実施済み区域である。郵便番号は273-0031。

## 地理
船橋市西部に位置する。北で古作・印内、北東で行田・山手、東で海神、南で海神町西、南東で山野町、南で印内町・葛飾町、南西で本郷町、西で東中山、北西で市川市若宮と接する。西船橋駅前（北口）には、バス・タクシーロータリーが整備されており、住宅・マンション・商業ビルが散見される。

### 地価
住宅地の地価は、2014年（平成26年）1月1日に公表された公示地価によれば、西船5-19-16の地点で24万円/m2となっている。

## 歴史
1966年（昭和41年）6月1日付で、これまでの海神町北1丁目・山野町・印内町の各一部に住居表示が実施され、新しい町名「西船一〜三丁目」が誕生した。その1年後の1967年（昭和42年）6月1日付で、今度は葛飾町1丁目・同2丁目・山野町・印内町・本郷町の各一部が、同じく住居表示により「西船四〜七丁目」に変更された。
西船の北東部はかつて空き地や田畑が目立ったが、近年はマンション等が多く建設されており、人口が増加した。

### 地名の由来
1958年（昭和33年）11月10日に開業した現在のJR西船橋駅の通称「西船」がそのまま町名となった。また1987年（昭和62年）4月1日には、町内にある京成電鉄の葛飾駅が京成西船駅に改称された。

## 世帯数と人口
2017年（平成29年）11月1日現在の世帯数と人口は以下の通りである。
| 丁目       | 世帯数    | 人口     |
| ---------- | --------- | -------- |
| 西船一丁目 | 1,501世帯 | 2,890人  |
| 西船二丁目 | 1,370世帯 | 3,140人  |
| 西船三丁目 | 1,028世帯 | 2,133人  |
| 西船四丁目 | 1,159世帯 | 1,685人  |
| 西船五丁目 | 1,268世帯 | 2,059人  |
| 西船六丁目 | 885世帯   | 1,814人  |
| 西船七丁目 | 625世帯   | 1,460人  |
| 計         | 7,836世帯 | 15,181人 |

## 小・中学校の学区
市立小・中学校に通う場合、学区は以下の通りとなる
| 丁目       | 番地 | 小学校                                                                                 | 中学校                                              |
| ---------- | --- | -------------------------------------------------------------------------------------- | --------------------------------------------------- |
| 西船一丁目 | 1番1～15号 2番16～26号                                                                                                   | 船橋市立西海神小学校                                                                   | 船橋市立海神中学校                                  |
| 西船一丁目 | 1番16～33号・35号 2番6～12号・14号 3～26番                                                                               | 船橋市立西海神小学校 船橋市立行田西小学校 ※どちらか選択                                | 船橋市立葛飾中学校 船橋市立海神中学校 ※どちらか選択 |
| 西船二丁目 | 8～19番 | 船橋市立西海神小学校 船橋市立行田西小学校 ※どちらか選択                                | 船橋市立葛飾中学校 船橋市立海神中学校 ※どちらか選択 |
| 西船二丁目 | グリーンハイツ （20番1棟～13棟） 23～31番                                                                                | 船橋市立行田東小学校 船橋市立西海神小学校 ※どちらか選択                                | 船橋市立行田中学校 船橋市立海神中学校 ※どちらか選択 |
| 西船二丁目 | 1～7番 20番（上記を除く） 21番・22番                                                                                     | 船橋市立西海神小学校                                                                   | 船橋市立海神中学校                                  |
| 西船二丁目 | 32～35番 | 船橋市立行田西小学校                                                                   | 船橋市立行田中学校                                  |
| 西船三丁目 | 3番1号・2号・4号 3番11号・16号 3番31号・34号・35号 4番・5番 6番1号・2号 6番4号～11号 6番15号～20号 6番23号 6番25号～29号 | 船橋市立葛飾小学校                                                                     | 船橋市立葛飾中学校                                  |
| 西船三丁目 | 6番3号 ※要地図確認 | 船橋市立行田東小学校 船橋市立西海神小学校 船橋市立葛飾小学校 ※またがり区域 ※要地図確認 | 船橋市立葛飾中学校 船橋市立海神中学校 ※どちらか選択 |
| 西船三丁目 | 1番・2番 3番18号～21号 3番23号～25号 7番・8番                                                                            | 船橋市立西海神小学校 船橋市立行田西小学校 ※どちらか選択                                | 船橋市立葛飾中学校 船橋市立海神中学校 ※どちらか選択 |
| 西船四丁目 | 1～7番 8番2号 9番2号・4号 10番3号・5～10号 11番 29～32番                                                                 | 船橋市立西海神小学校 船橋市立行田西小学校 ※どちらか選択                                | 船橋市立葛飾中学校 船橋市立海神中学校 ※どちらか選択 |
| 西船四丁目 | 8番8～15号 8番18～20号 9番7号・8号・13号 9番15号～17号 9番20号・21号 10番11号・12号                                      | 船橋市立西海神小学校 船橋市立行田西小学校 ※どちらか選択                                | 船橋市立葛飾中学校 船橋市立海神中学校 ※どちらか選択 |
| 西船四丁目 | 12～28番 | 船橋市立葛飾小学校                                                                     | 船橋市立葛飾中学校                                  |
| 西船五丁目 | 全域 | 船橋市立葛飾小学校                                                                     | 船橋市立葛飾中学校                                  |
| 西船六丁目 | 全域 | 船橋市立葛飾小学校                                                                     | 船橋市立葛飾中学校                                  |
| 西船七丁目 | 1～4番 8～11番 | 船橋市立葛飾小学校                                                                     | 船橋市立葛飾中学校                                  |
| 西船七丁目 | 5～7番 | 船橋市立葛飾小学校 船橋市立行田西小学校 ※どちらか選択                                  | 船橋市立葛飾中学校 船橋市立行田中学校 ※どちらか選択 |

## 交通

### 鉄道
- 西船橋駅（JR総武線・武蔵野線・京葉線・東京地下鉄東西線・東葉高速鉄道東葉高速線）
- 京成西船駅・（京成電鉄本線）

### バス
- 京成バス
- ちばレインボーバス

### 道路
南部に国道14号（千葉街道）、南北に県道が走っていて、利便性が良い。ただし、朝夕の通勤ラッシュ時や、土日祝日・中山競馬開催時には、渋滞がかなりひどい。朝ラッシュ時には狭い歩道もない生活道路であるにもかかわらず、抜け道として利用されており、危険な状態である。また京成踏切でも渋滞が起こっている。

## 施設
一丁目
- 西船近隣公園
- 山野浅間神社

二丁目
- 西船幼稚園
- 山野幼稚園
- 防衛省西船橋官舎

三丁目
- 葛飾公民館
- 山野山正延寺

四丁目
- 船橋市役所西船橋出張所
- 船橋市立西図書館
- 西船橋駅前郵便局
- 千葉銀行西船橋支店
- みずほ銀行西船橋支店
- 読売新聞支局

五丁目
- 山口病院
- 葛飾神社

六丁目
- 西船保育園
- 茂春山宝成寺
- 青山歯科

七丁目
- 海見山常楽寺
- 外務省船橋分室